# Thune (Schnega)

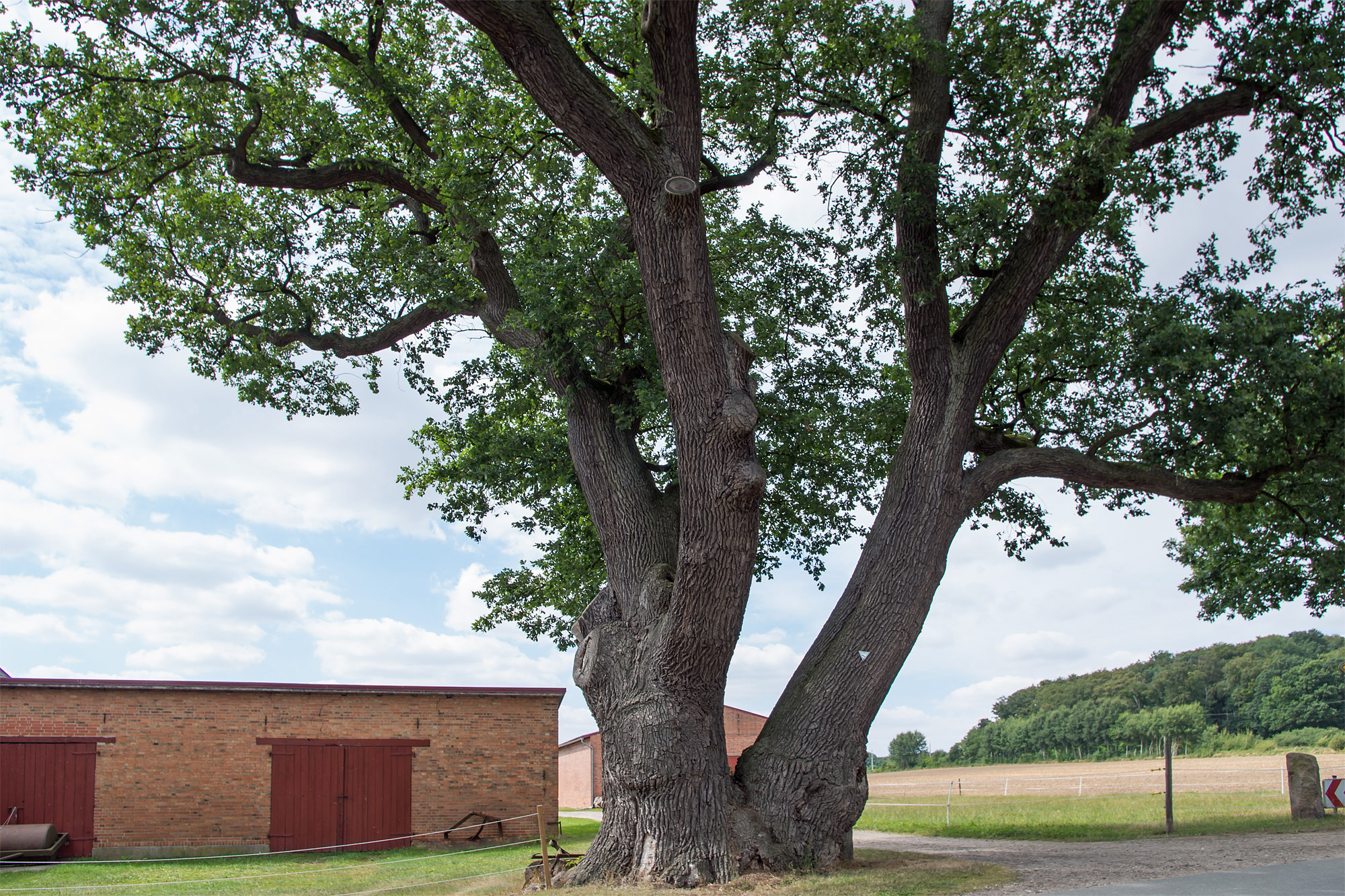
Naturdenkmal "Eiche" in Thune

Thune ist ein Ortsteil der Gemeinde Schnega im Landkreis Lüchow-Dannenberg in Niedersachsen.
Das Dorf liegt südöstlich des Kernbereichs von Schnega an der südlich verlaufenden Landesgrenze zu Sachsen-Anhalt. In diesem Bereich ist die Wustrower Dumme, ein linker Nebenfluss der Jeetzel, Grenzfluss. Westlich, südlich und nordöstlich von Thune erstreckt sich das 650 ha große Naturschutzgebiet Obere Dummeniederung.

## Geschichte
Am 1. Juli 1972 wurde Thune in die Gemeinde Schnega eingegliedert.

## Feldsteinkapelle
Die evangelische Kapelle ist eine schlichte Feldstein-Saalkirche, die vermutlich aus dem 13. Jahrhundert stammt. Die Glocke ist aus dem Jahr 1493.

## Naturdenkmäler
- Zweistämmige Eiche am Nordrand von Thune mit einem gemeinsamen Umfang von 9,09 m (2016).[3]

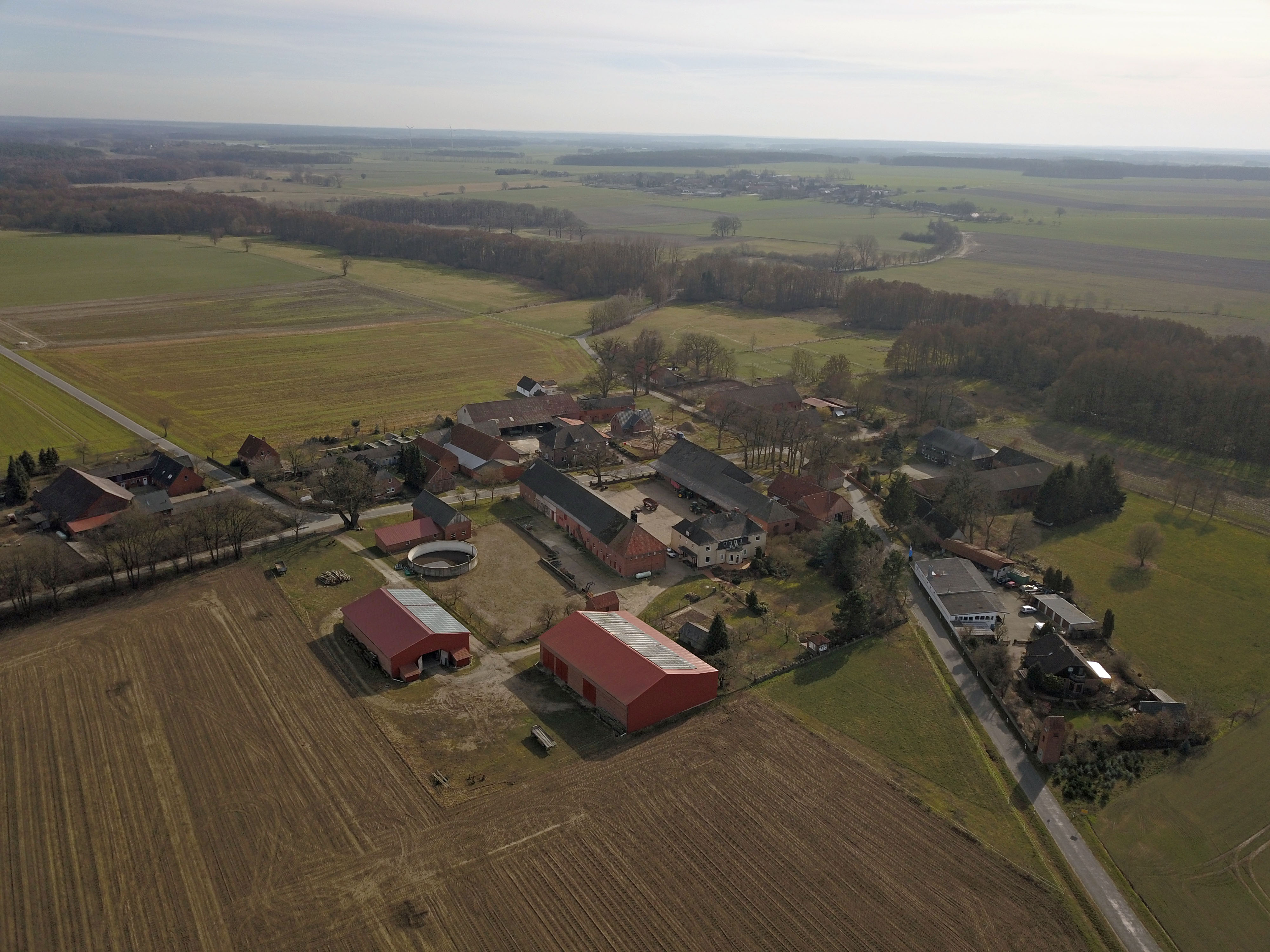
Thune von Westen, Februar 2019